# Plena Ilustrita Vortaro
A Plena Ilustrita Vortaro de Esperanto (PIV) az eszperantó legátfogóbb egynyelvű értelmező szótára, melyet eszperantológusok és szakértők nagy csapata állított össze. Kiadója a Sennacieca Asocio Tutmonda (SAT), amely szintén kiadója volt az 1930-ból származó korábbi Plena Vortaro de Esperanto (PV) szótárnak is, amelyen a PIV alapszik.
A PIV első változata 1970-ben jelent meg, ezt követte a kiegészítés 1987-ben, majd két frissített kiadás 2002-ben és 2005-ben. 2010-ben az E @ I (kiejtés: e-cse-i) és a SAT együtt kezdett dolgozni a szótár online változatán, amelyet 2012. április 4-én tettek közzé. A PIV-et széles körben az eszperantó nyelvi referenciamunkájának tekintik.

## Az 1970-es kiadás
A PIV elődje a Plena Vortaro (PV 1930/1934) volt, Émile Grosjean-Maupin főszerkesztő közreműködésével. Tanítványának, Gaston Waringhiennek a szerkesztése mellett készítette a PIV-et, és először 1970-ben tették közzé. Később két változatlan újranyomása is megjelent.

### Leírás
A PIV 1970-es kiadása 15 200 címszóval és 39 400 lexikai egységgel rendelkezett. Ezért volt akkoriban – és a jelenlegi kiadások mellett is – még mindig a legversenyképesebb eszperantószótárak egyike, annak ellenére, hogy az eszperantószótár régóta elmaradt a nemzeti nyelvek szótárai mögött (például Erich Dieter Krause 1999-es eszperantó–német szótára körülbelül 80 000 szótári egységet tartalmazott).
Az 1930/1934-es PV-kiadványokhoz hasonlóan a PIV-nek is saját rendszere van a szógyökök tekintetében, nem egyszerűen az ábécésorrendet követi. Így például az „idős” nem a mal-, hanem a jun- (fiatal) szócikkében található a jun- egyéb alakjai mellett, például a jun'ec'o, jun'ul'o, mal'jun'ul'ej'o stb.
Az 1970-es PIV a Fundamento de Esperanto vagy az 1–7. hivatalos kiegészítés (OA, 1909–1958) szerinti szógyökökhöz való tartozást jelöli. 
A szavak meghatározása mellett gyakran szerepelnek példamondatok, amelyek összefüggésben mutatják be. Sok címszó szemantikailag rokon más szavakra is hivatkozik.
A szavakhoz megadott idézetek pontos forrása ugyanakkor nem ellenőrizhető olyan alapműveknél sem, mint az eszperantó Biblia vagy jelentős szerzők műveinél, mint L.L. Zamenhof, Kabe, Grabowski stb. A szavak eredetének jelölései szintén hiányoznak.

## Az új PIV
A vadonatúj PIV számos kiegészítéssel, fejlesztéssel és némi bővítéssel 2002-ben jelent meg. Kétezer példányt nyomtattak belőle, ami két év alatt el is fogyott. 2005-ben jelent meg az új PIV kissé továbbfejlesztett változata, szintén kétezer példányban. 2018-ban adták el az utolsó példányát. Az új kiadás, a PIV 2020, a SAT információi szerint nagyon hasonló a 2005-ös kiadáshoz, de néhány hiba javítást igényelt, és hozzáadták az Eszperantó Akadémia által 2007-ben hivatalossá tett szógyökökre vonatkozó információit is.

## Internetes változata
2010 nyarán az E @ I bejelentette a SAT-val kötött szerződését, amely szerint a PIV 2005 tartalma elérhető lesz az interneten. Az online PIV projektnek emellett magasabb kvalitással kell rendelkeznie a papír alapú kiadás egyszerű digitális változatánál. A webhelynek tartalmaznia kell egy fórumot minden egyes szóhoz, amely lehetővé teszi a különböző kifejezések megvitatását. Így minden felhasználó közreműködhet, javasolhat új lehetséges kifejezéseket, bizonyos szavak megfelelő használatát stb. A terv szerint a weboldalnak a jövőben nemcsak asztali számítógépen, hanem mobiltelefonon is használhatónak kell lennie. A sikeres adománygyűjtő kampány után, 2011 májusáig összegyűlt a szükséges 10 000 euró, így az E @ I megvalósíthatta a projektet, és 2012. április 4-én elindították az online PIV bétaverzióját.

## Fordítás
- Ez a szócikk részben vagy egészben  a   Plena Ilustrita Vortaro de Esperanto című eszperantó Wikipédia-szócikk ezen változatának fordításán alapul.  Az eredeti cikk szerkesztőit annak laptörténete sorolja fel. Ez a jelzés csupán a megfogalmazás eredetét és a szerzői jogokat jelzi, nem szolgál a cikkben szereplő információk forrásmegjelöléseként.